# تاماغو كاكي غوهان

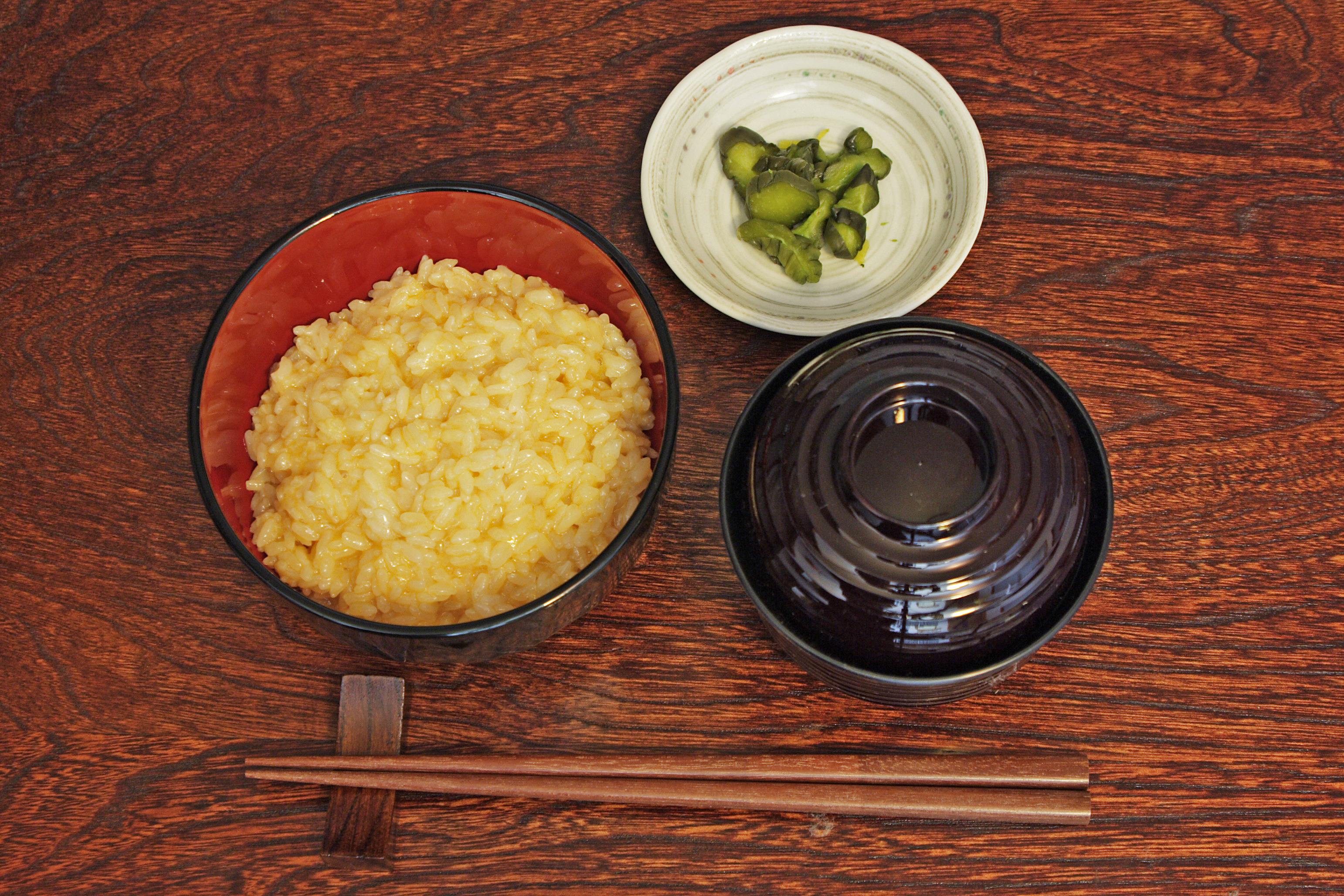
تاماغو كاكي غوهان (يسار) مع تسوكيمونو وحساء الميسو

تاماغو كاكي غوهان أو تاماغو غوهان (باليابانية: 卵かけご飯 "صلصة البيض على الأرز"، بالإنجليزية: Tamago Kaka Gohan) هو عبارة عن إفطار ياباني شعبي، يتكون من أرز مسلوق مخلوط بالبيض النيء (أو قد يوضع فوقها)، وصلصة الصويا بحسب الذوق.
يستخدم البيض المخفوق أحياناً في تحضير هذا الطبق، كما يستخدم البيض غير المخفوق، وفي بعض الأحيان، يستخدم مح البيض وحده. يعرف هذا الطبق في اليابان بأسماء عدة، مثل "تاماغو بوكاكي غوهان" (حيث يعني بوكاكي "المرشش")، "تاماغو بوكاكي ميشي" (ميشي كلمة عامية في اللغة اليابانية بمعنى "أرز")، "تاماغو غوهان"، أو ببساطة "تاماغو كاكي".

## طريقة التحضير
لا يوجد أسلوب محدد لاتباعه أثناء تحضير هذا الطبق، فيمكن مثلاً كسر البيضة فوق إناء الأرز مباشرة، أو خفقها في وعاء منفصل ومن ثم إضافتها للبيضة، كما يمكن للأرز أن يكون بارداً، مسخن مسبقاً أو مطبوخ حديثاً.
سيتم توضيح إحدى الطرق الممكنة لتحضير هذا الطبق:

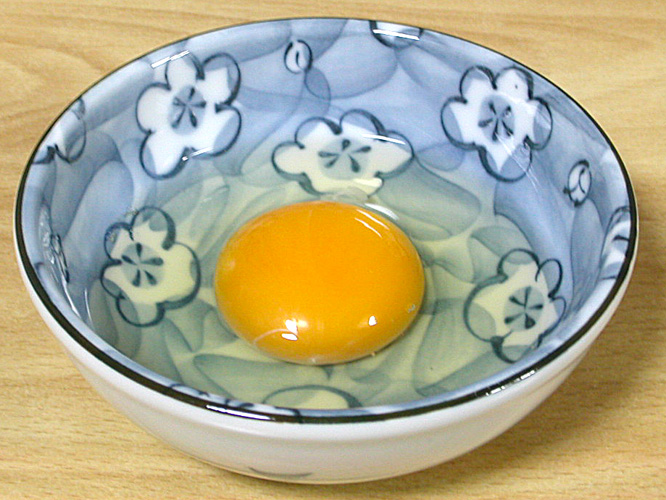
1. ضع بيضة نيئة داخل الكوباتشي (小鉢، أي الوعاء الصغير).
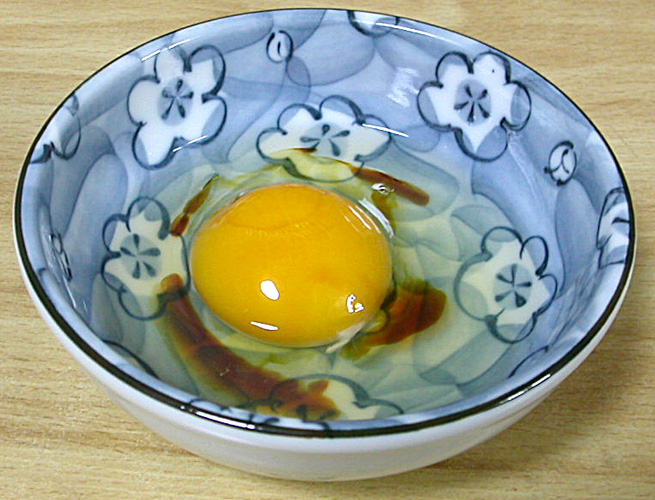
2. اسكب الكمية التي تفضلها من زيت الصويا داخل الكوباتشي (بحسب الذوق).
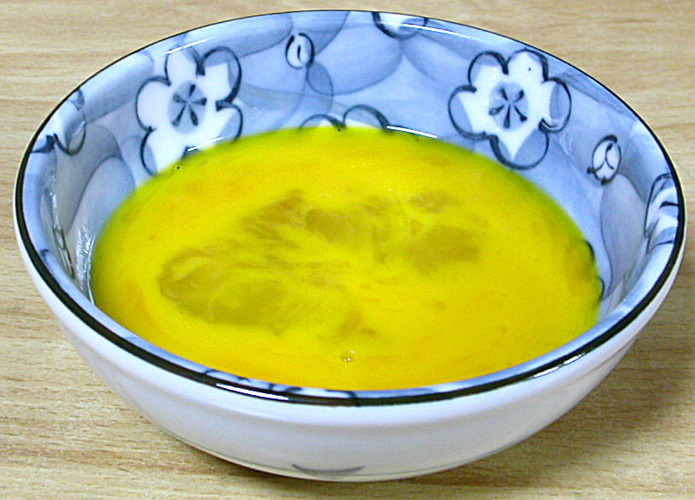
3. اخلط البيضة مع زيت الصويا، ويمكن للخليط أن يتخذ لوناً قاتماً نتيجة لوجود زيت الصويا.
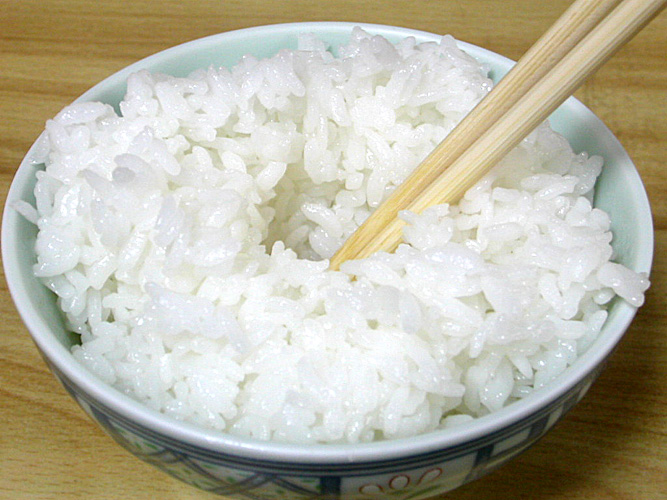
4. احفر حفرة في مركز الأرز المطبوخ في التشاوان (茶碗، أي وعاء الأرز) باستخدام أعواد الأكل.
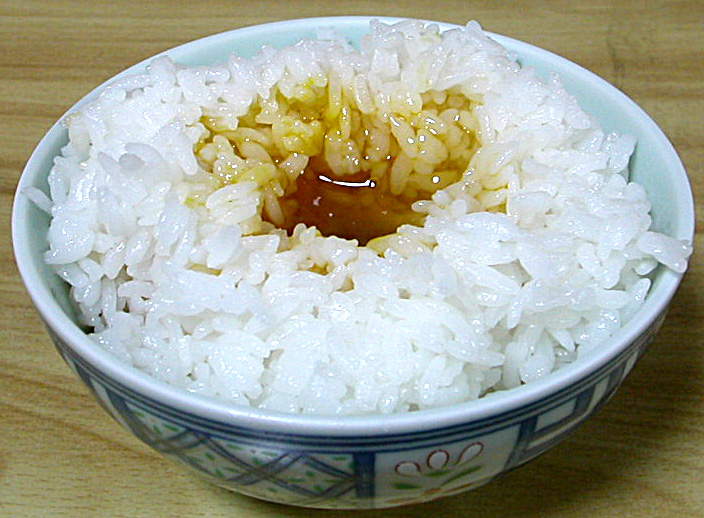
5. اسكب خليط البيض وزيت الصويا داخل الحفرة.
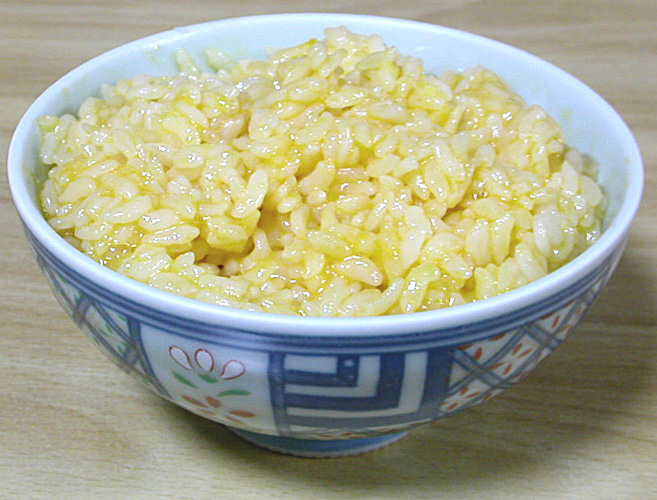
6. اخلط الأرز مع الخليط حتى يكتسب لوناً ذهبياً.